# Fredi Washington

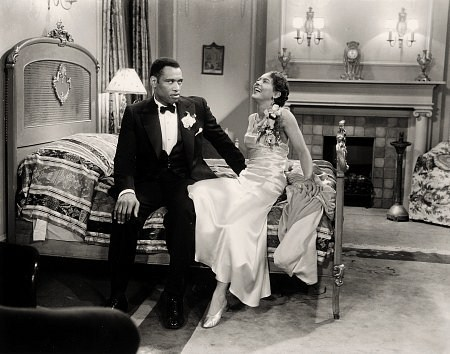
Con Paul Robeson en The Emperor Jones (1933)

Fredi Washington (23 de diciembre de 1903–28 de junio de 1994) fue una actriz teatral y cinematográfica afroamericana estadounidense, activa durante el período conocido como el Renacimiento de Harlem (décadas de 1920 y 1930). Es quizás más conocida por su papel de la joven mulata "Peola" en el film de 1934 Imitation of Life. Su último papel en el cine tuvo lugar en One Mile from Heaven (1937), tras lo cual dejó Hollywood para instalarse en Nueva York y trabajar en el teatro y en el campo de los derechos civiles.

## Biografía

### Primeros años

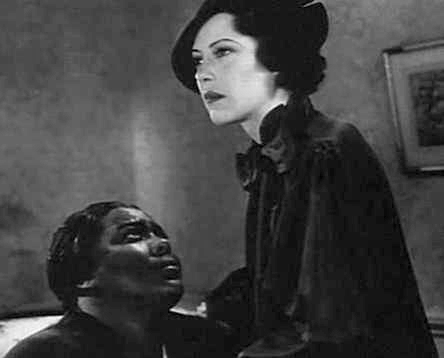
Con Louise Beavers (izq.) en Imitation of Life (Imitación de la vida) (1934)

Su nombre completo era Fredericka Carolyn Washington, y nació en Savannah, Georgia, siendo sus padres Robert T. Washington, un trabajador postal, y Harriet Walker Ward, una antigua bailarina. Ambos tenían orígenes afroamericanos y europeos. Fredi era la segunda de cinco hermanos, y su madre falleció cuando ella tenía once años de edad. Como la mayor de las niñas, ella ayudó a criar a sus hermanos menores, Isabel, Rosebud y Robert, asistiendo a su abuela. Además, tras la muerte de su madre, Fredi fue enviada a la St. Elizabeth's Convent School, centro para niñas afroamericanas en Cornwells Heights, cerca de Filadelfia. Su padre, Robert T. Washington, volvió a casarse, falleciendo su esposa cuando estaba embarazada. Posteriormente se casó de nuevo, teniendo en esta ocasión cuatro hijos, con lo cual Fredi tuvo un total de ocho hermanos. Mientras Fredi estudiaba en Filadelfia, su familia se mudó a Harlem, New York, en el transcurso de la Gran Migración Negra, en busca de trabajo y oportunidades en el industrial Norte. En dicha ciudad, Fredi se graduó en la Julia Richman High School.

### Carrera
La carrera artística de Washington se inició en 1921, cuando consiguió la oportunidad de trabajar como corista en el musical Shuffle Along, representado en el circuito de Broadway. Además, fue contratada por Josephine Baker para formar parte del grupo de cabaret "Happy Honeysuckles". Baker hizo amistad con ella y fue su mentora, lo cual hizo que, junto a su talento, fuera descubierta por el productor Lee Shubert, siendo recomendada en 1926 para trabajar en Broadway con Paul Robeson en "Black Boy." Convertida en una popular bailarina, viajó por el extranjero con Al Moiret, siendo la pareja especialmente conocida en Londres.
Fredi Washington se dedicó a la actuación a finales de los años 1920. Su primera película fue  Black and Tan (1929). También tuvo un pequeño papel en The Emperor Jones (1933), protagonizada por Paul Robeson y basada en la obra de Eugene O'Neill. Pero su papel más conocido llegó en la cinta de 1934 Imitation of Life, en la cual ella era una joven mulata que elegía pasar como una blanca para obtener mayores oportunidades en una sociedad con discriminación racial legal y social. El papel era perfecto para ella, pero hizo que quedara encasillada. Imitation of Life fue nominada la Oscar a la mejor película, aunque no fue la vencedora.
Washington también trabajó en el film de 1939 Mamba's Daughters, actuando junto a la popular cantante Ethel Waters.
En el esfuerzo para ayudar a otros actores negros a conseguir mejores oportunidades, ella fundó el Negro Actors Guild en 1937; la misión de la organización incluía dar conferencias contra los estereotipos y apoyar un tipo de papeles más amplio. Washington fue la primera secretaria ejecutiva de la organización.
Junto a Bill Robinson actuó en la producción de Fox One Mile from Heaven (1937). En la cinta también actuaban Claire Trevor y Sally Blane.
A pesar de las críticas positivas, a Washington le costó encontrar trabajo en el Hollywood de los años 1930 y 1940, en el cual se esperaba que las actrices negras tuvieran la piel oscura y eran encasilladas habitualmente como criadas. Además, los directores estaban preocupados con escoger a una actriz negra, aunque tuviera la piel clara, para hacer un papel romántico con un actor blanco: como el código en uso en aquel momento prohibía el mestizaje, Hollywood no le ofreció papeles románticos. Un crítico moderno explicaba que Fredi Washington era "demasiado bonita y poco oscura para hacer de criada, pero demasiado clara para trabajar en películas de reparto negro."
Ella también intentó encontrar trabajo en la radio, donde los artistas negros solían actuar como músicos de bandas o como colaboradores de parejas cómicas. Washington consiguió un importante papel dramático radiofónico en un homenaje de 1943 a las mujeres negras, "Heroines in Bronze", producido por la National Urban League. Pero en esa época había pocos programas dramáticos de carácter regular con protagonistas negros.
Washington fue también escritora teatral. Fue editora de People's Voice, un periódico para afroamericanos fundado por Adam Clayton Powell, Jr., un ministro baptista y político neoyorquino. Durante un tiempo fue el marido de la hermana de ella, Isabel Washington. La publicación se editó entre 1942 y 1948. Washington trabajó con Walter Francis White, entonces presidente de National Association for the Advancement of Colored People, para presionar acerca de los problemas que encaraba la población negra estadounidense. Su experiencia teatral y cinematográfica le llevó a ser una activista de los derechos civiles y políticos. Junto con Noble Sissle, W. C. Handy y Dick Campbell, en 1937 Washington fue uno de los miembros fundadores del Negro Actors Guild of America (NAG) en Nueva York.
En 1953, fue asesora del reparto del film Carmen Jones, protagonizado por Dorothy Dandridge, otra pionera actriz afroamericana. También asesoró en el reparto de la ópera de George Gershwin Porgy y Bess, representada en Broadway en 1952, y rodada en 1959.

### Vida personal
Washington tuvo una relación sentimental con Duke Ellington pero, viendo que él no iba a casarse, inició otra relación, y finalmente se casó con Lawrence Brown, trombonista en la orquesta de jazz de Ellington. La pareja acabó divorciándose.
Posteriormente Washington se casó con Anthony H. Bell, un dentista. Bell murió en los años 1980, y Fredi Washington falleció tras una serie de ictus en 1994 en Stamford, a los 90 años de edad. Según su hermana Isabel, Fredi nunca tuvo hijos. Fue enterrada en el Cementerio Fairfield Memorial Park de Stamford.

## Teatro en Broadway (íntegro)
- 1926: Black Boy, de Jim Tully y Frank Mitchell Dazey, escenografía de David Burton.
- 1930: Sweet Chariot, de Robert Wilder.
- 1931: Singin' the Blues, música de Jimmy McHugh y Burton Lane, letras de Harold Adamson y Dorothy Fields, libreto de John McDowan.
- 1933: Run, Little Chillun, de Hall Johnson.
- 1939-1940: Mamba's Daughters, de Dorothy Heyward y DuBose Heyward.
- 1946: Lisístrata, de Aristófanes, adaptación de Gilbert Seldes.
- 1948: A Long Way from Home, adaptación por Randolph Goodman y Walter Carroll de la pieza Los bajos fondos, de Máximo Gorki.
- 1949: How Long Till Summer, de Sarett Rudley y Herbert Rudley.

## Filmografía completa
- 1922: Square Joe
- 1929: Black and Tan, de Dudley Murphy.
- 1933: The Emperor Jones, de Dudley Murphy.
- 1933: Mills Blue Rhythm Band, de Roy Mack.
- 1934: Imitation of Life, de John M. Stahl.
- 1934: Cab Calloway's Hi-De-Ho, de Fred Waller.
- 1936: Ouanga, de George Terwilliger.
- 1937: One Mile from Heaven, de Allan Dwan.